# Penrose-Parkettierung
Eine Penrose-Parkettierung ist eine von Roger Penrose und Robert Ammann im Jahr 1973 entdeckte und 1974 publizierte Familie von ebenen Parkettierungen, zusammengesetzt aus aperiodischen Kachel-Paaren, welche die Ebene lückenlos parkettieren, ohne dass sich dabei jemals ein Grundschema periodisch wiederholen kann.

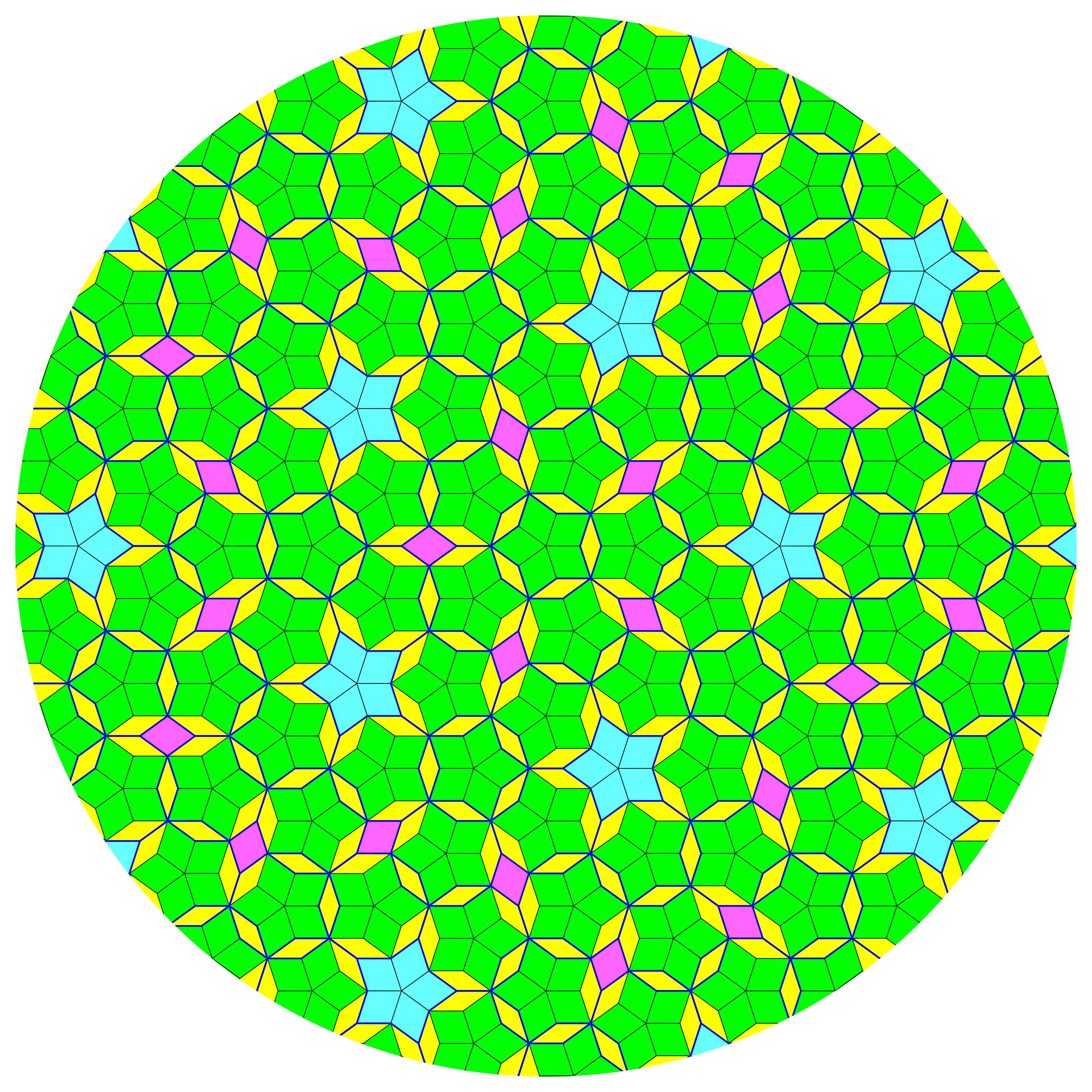
Beispiel 2: eine inkorrekt zusammengefügte Parkettierung: Würden die Rhomben Ausbuchtungen oder Farbmuster tragen, könnte jeweils eines der gelben Rhomben-Paare, welche die magentafarbigen Rhomben umgeben, nicht wie hier dargestellt platziert werden.

## Hintergrund
Es gibt mehrere verschiedene Sätze von Penrose-Kacheln; das Bild rechts zeigt ein häufig gewähltes Beispiel.
Es besteht aus zwei Rauten, die die gleichen Seitenlängen, aber unterschiedliche Innenwinkel besitzen:
- die erste Kachel, die schlanke Raute, hat Innenwinkel von 36° und 144°,
- die zweite Kachel, die breite Raute, hat Innenwinkel von 72° und 108°.

Alle Winkel sind also Vielfache von 36°.
Beide Kacheln enthalten eine Diagonale, die sich zur Seitenlänge im Verhältnis des goldenen Schnitt {\displaystyle \Phi =\left(1+{\sqrt {5}}\right)/2} ausdrücken lässt. Wenn die Seitenlänge als 1 gesetzt ist, hat die lange Diagonale der breiten Raute die Länge {\displaystyle \Phi }. Die Länge der kurzen Diagonale der schlanken Raute ist {\displaystyle 1/\Phi }. Das Flächenverhältnis der beiden Rauten ist ebenfalls {\displaystyle \Phi }, sowie auch das Anzahlverhältnis der bei der Parkettierung insgesamt verwendeten Kacheln.
Beim Zusammenfügen der Kacheln muss beachtet werden, dass sie nicht beliebig aneinandergefügt werden dürfen. Es ist möglich, die Kacheln so mit Zähnen und entsprechenden Einkerbungen an den Seiten (ähnlich Puzzleteilen) zu versehen, dass diese das korrekte Zusammenfügen sicherstellen. Für den gleichen Effekt sind Farbmuster auf den Kacheln möglich, die nur passend zusammengefügt werden dürfen. Eine der Regeln ist die sogenannte Parallelogrammregel, die verbietet, dass zwei Kacheln so zusammengesetzt werden, dass sie gemeinsam ein Parallelogramm bilden; diese ist aber nicht alleine ausreichend, um eine periodische Parkettierung zu verhindern.

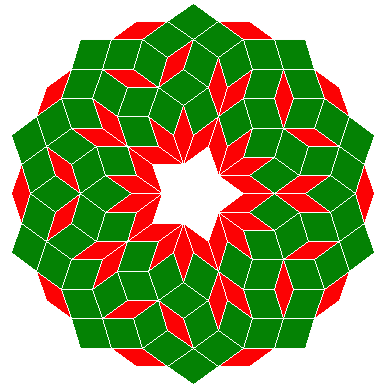
Beispiel 3: Hier wurde die Parallelogrammregel verletzt: im äußersten grünen Ring bilden jeweils zwei breite Rauten ein Parallelogramm.

Es existieren überabzählbar unendlich viele verschiedene nicht-kongruente Penrose-Parkettierungen. Diese können zwar rotations- und spiegelsymmetrisch sein, weisen aber keine Translationssymmetrie auf, d. h. die Muster sind nichtperiodisch. Hingegen kann man zeigen, dass jeder endliche Ausschnitt eines solchen Musters sich unendlich oft wiederfindet (und zwar sogar auch in jeder anderen aus den gleichen Kacheln bestehenden Penrose-Parkettierung). Man kann also anhand eines endlichen Ausschnitts nicht feststellen, welches Muster vorliegt. Wählt man als Zentrum den Ausschnitt des Beispiels 1 mit den gelben Sternen, so kann man die Parkettierung so fortsetzen, dass sie bis ins Unendliche eine perfekte 5-zählige Rotationssymmetrie besitzt; es sind jedoch auch unendlich viele andere Fortsetzungen möglich.
Die Tatsache, dass es möglich ist, die Ebene mit einem aperiodischen Kachel-Satz zu parkettieren, wurde zuerst 1966 (o. 1964) von Robert Berger bewiesen, der kurz darauf ein Beispiel mit 20426 verschiedenen Kacheln veröffentlichte. In der Folge wurden immer kleinere aperiodische Kachel-Sätze angegeben, bis Penrose 1973 die Zahl der Kacheln auf zwei reduzieren konnte.
Neben den erwähnten rhombischen Kacheln gibt es noch ein weiteres aperiodisches Kachel-Paar, genannt „Drachen“ und „Pfeil“. Bei allen Penroseparkettierungen mit Drachen und Pfeilen ist die Entfernung zweier gleicher Teilmuster kleiner als {\displaystyle d\cdot (1/2+\Phi )} (Vermutung von Ammann und Penrose, bisher unbewiesen), wobei {\displaystyle d} der Durchmesser der Teilmuster ist. Damit sind gleiche Teilmuster in jeder Parkettierung nicht nur unendlich oft enthalten, sondern auch „nah beieinander“.

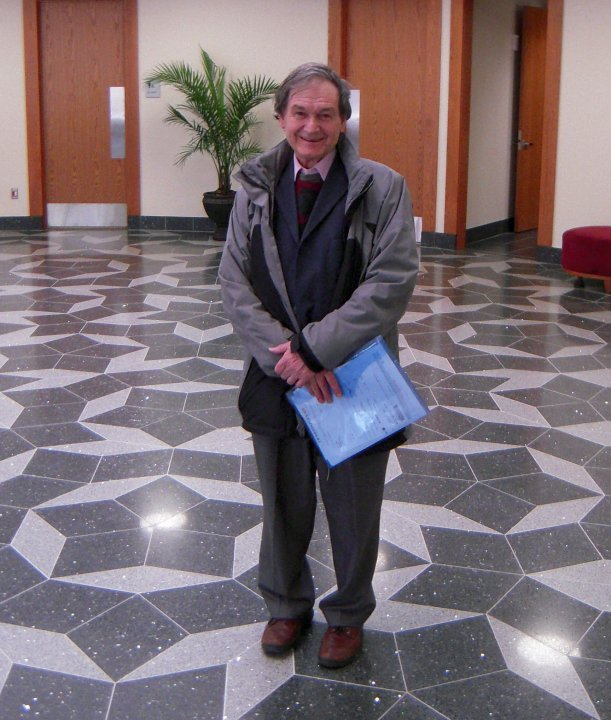
Roger Penrose im Foyer des Mitchell Institute for Fundamental Physics and Astronomy, Texas A&M University, dessen Boden mit einem Penrose-Muster ausgelegt ist (Foto März 2010).

Traditionell besteht die Penrose-Parkettierung aus einer breiten und einer schlanken Raute. In der dritten Dimension kann die schlanke Raute als perspektivische Verzerrung der breiten Raute interpretiert werden. Die resultierende Oberfläche heißt Wieringa-Dach. Aufgrund der Ähnlichkeiten mit den dreidimensionalen Quasikristallen erkennt man Rhombentriakontaeder und Rhombenhexakontaeder in der Parkettierung.
Aperiodische Parkettierungsverfahren wurden zuerst nur als interessante mathematische Struktur betrachtet, aber seit den 1980er-Jahren wurden Materialien gefunden, deren Atome wie Penrose-Kacheln angeordnet sind. Diese Materialien heißen Quasikristalle, weil ihre Struktur der von Kristallen ähnlich ist, sie aber keine periodischen Muster aufweisen können.
Ob eine einzelne Kachelform (auf Englisch als „Einstein“ bzw. „aperiodic monotile“ bezeichnet) existiert, mit der sich nur nichtperiodische Parkettierungen realisieren lassen, galt lange als offenes Problem, bis 2023 eine Lösung vorgeschlagen wurde. Die bis dahin beste Näherungslösung für eine solche Kachel fand die Australierin Joan M. Taylor und veröffentlichte darüber mit Joshua Socolar. Diese Kachel ist nicht zusammenhängend bzw. in einer anderen Version dreidimensional.
Im März 2023 wurde von David Smith, Joseph Samuel Myers, Craig S. Kaplan und Chaim Goodman-Strauss ein erstes Beispiel für eine Gruppe an Kacheln (genannt „Hut“ bzw. „Schildkröte“) gefunden, mit der jeweils die Ebene ausschließlich nichtperiodisch parkettiert werden kann, ohne dass weitere Parkettierungsregeln nötig wären. Diese Kachel erfordert (wie auch bei Socolar/Taylor), dass diese jeweils gemeinsam mit einer spiegelsymmetrischen Variante ihrer selbst kombiniert wird. Dies ist beim Einstein-Problem ausdrücklich zugelassen.
Eine Lösung, bei der nur Rotation und Translation zur Parkettierung verwendet wird, wurde, ebenfalls von David Smith, Joseph Samuel Myers, Craig S. Kaplan und Chaim Goodman-Strauss, im Mai 2023 gefunden, das "Gespenst". Es ist ebenfalls eine ganze Gruppe von unendlich vielen Lösungen. 2024 wurden beide Entdeckungen auch in einer Fachzeitschrift mit Peer-Review veröffentlicht.

## Historische Vorläufer
Bei einer Reise durch Usbekistan 2007 fielen Peter Lu von der Harvard-Universität, der auf dem Gebiet der Quasikristalle arbeitet, an einem Gebäude Kachelornamente auf, die ihn an Penrose-Parkettierungen erinnerten. Bei der Sichtung von Fotografien stieß er im Darb-e-Imam-Schrein in Isfahan, Iran, auf Arbeiten aus dem 15. Jahrhundert, welche die Ergebnisse von Penrose vorwegzunehmen scheinen.
Emil Makovicky am Gonbad-e-Kabud in Maragha zeigte 1992, dass bereits ab dem 12. Jahrhundert ein Satz von fünf einfach zu konstruierenden Grundformen, den sogenannten Girih-Kacheln, verwendet wurde, um sich nicht wiederholende, unendliche Parkettierungen zusammenzufügen. Anders als etwa bei keltischen Knoten, bei denen die Konstruktion der Muster nachvollziehbar ist, liegen für die Methoden zur konstruktiven Mustererzeugung in diesem Fall keine Anhaltspunkte vor. Ab dem 15. Jahrhundert wurden die Ausführungen weiterhin um die Eigenschaft der Selbstähnlichkeit, wie sie von Fraktalen bekannt ist, ergänzt.

## Belege
1. ↑  Grünbaum, Shephard Tilings and Patterns, Freeman 1981, S. 563
2. ↑  Activities with golden rhombi. In: Complex Projective 4-Space. (englisch).
3. ↑  Penrose Tilings and Wieringa Roofs. In: WOLFRAM Demonstrations Project. (englisch).
4. ↑  The Story of Spikey. In: Stephen Wolfram Blog. (englisch).
5. ↑  Socolar´s and Taylor´s aperiodic tile
6. ↑  Socolar, Taylor, An aperiodic hexagonal tile, Journal of Combinatorial Theory A, Band 118, 2011, S. 2207–2231
7. ↑  An aperiodic monotile
8. ↑  An aperiodic monotile
9. ↑  David Smith, Joseph Samuel Myers, Craig S. Kaplan, Chaim Goodman-Strauss: A chiral aperiodic monotile, 2023, Preprint: https://arxiv.org/abs/2305.17743
10. ↑  David Smith, Joseph Samuel Myers, Craig S. Kaplan, Chaim Goodman-Strauss: An aperiodic monotile. In: Combinatorial Theory. 4. Jahrgang, Nr. 1, 2024, ISSN 2766-1334, doi:10.5070/C64163843 (englisch, escholarship.org).
11. ↑  David Smith, Joseph Samuel Myers, Craig S. Kaplan, Chaim Goodman-Strauss: A chiral aperiodic monotile. In: Combinatorial Theory. 4. Jahrgang, Nr. 2, 2024, ISSN 2766-1334, doi:10.5070/C64264241 (englisch, escholarship.org).
12. ↑  Keltischer Knoten